# Euprosthenops bayaonianus
Euprosthenops bayaonianus là một loài nhện trong họ Pisauridae.
Loài này thuộc chi Euprosthenops. Euprosthenops bayaonianus được miêu tả năm 1867 bởi Brito Capello.